# Preiskovalna komisija o raziskovanju povojnih množičnih pobojev, pravno dvomljivih procesov in drugih tovrstnih nepravilnosti
Preiskovalna komisija o raziskovanju povojnih množičnih pobojev, pravno dvomljivih procesov in drugih tovrstnih nepravilnosti (tudi Pučnikova komisija) je bila preiskovalna komisija, ki je delovala v mandatu prvega Državnega zbora Republike Slovenije.

## Sestava
- izvoljena: 17. september 1993
- predsednik: Jože Pučnik
- podpredsednik: Janko Predan
- člani: Zmago Jelinčič, Sašo Lap, Maksimiljan Lavrinc, Andrej Lenarčič (od 31. januarja 1996), Alojzij Metelko, Ignac Polajnar, Miran Potrč, Maria Pozsonec, Danica Simšič

## Rezultati
Komisija je pripravila dva predloga končnega poročila. Predlagani (manjšinski) sklepi komisije niso bili sprejeti v državnem zboru (?).
Gradiva so objavljena v knjigi 